# Oluf Svendsen
Oluf Svendsen (Christiania, 19 april 1832 – Londen, 18 mei 1888) was een Noors fluitist.
Hij werd geboren binnen een muzikaal gezin. Zijn vader was leider van een militair orkest. Al op veertienjarige leeftijd speelde Oluf Svendsen in het orkest van het Christiania Theater, nadat hij fluitles had gekregen van zijn vader. Toch volgden er verdere studies bij Niels Petersen in Kopenhagen en Matthieu Reichert in Brussel. Hij vertrok in 1855 naar Londen om in het orkest van Louis-Antoine Jullien (promenadeconcerten) en Covent Garden te spelen. Hij schoof echter al snel door naar het orkest van Crystal Palace (1855-1858) om vervolgens bij de Koninklijke Italiaanse Opera (Brits gezelschap) te spelen (1862-1872). Later speelde hij in wat toen het orkest van de Royal Philharmonic Society (1861-1888) was.
Eenmaal gevestigd in Londen, huwde hij de dochter van fluitist John Clinton (Maria Clinton), die net als Svendsen in het Queen Victoria’’s Private Band speelde. Svendsen speelde daarin vanaf 1860 tot aan zijn dood. Als slot van zijn loopbaan gaf hij nog ongeveer twintig jaar les aan de Royal Academy of Music.  
Een enkel concert:
- 11 september 1869: in het Christiania Theater speelde hij onder meer een werk van Wolfgang Amadeus Mozart